# Nonagria monilis
Nonagria monilis là một loài bướm đêm trong họ Noctuidae.